# Гранулятор
Грануля́тор, Ґрануля́тор (рос. гранулятор, англ. granulator, granulating mill, granulating machine; нім. Granulierapparat m, Granulatformer m, Granulierschirm m, Granulator m) — пристрій для ґрануляції (грудкування, агрегації, грануляції, гранулювання) тонкорозмелених матеріалів.

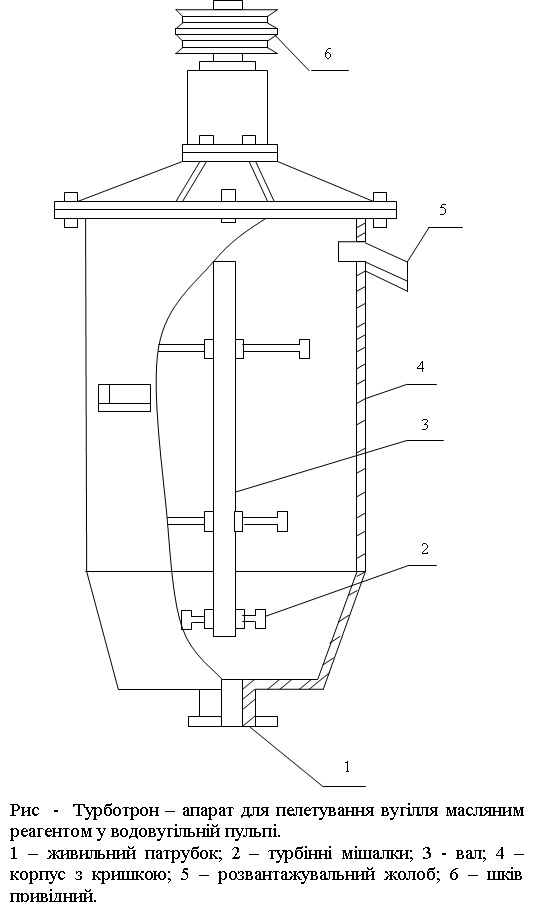
Версія турботрона.

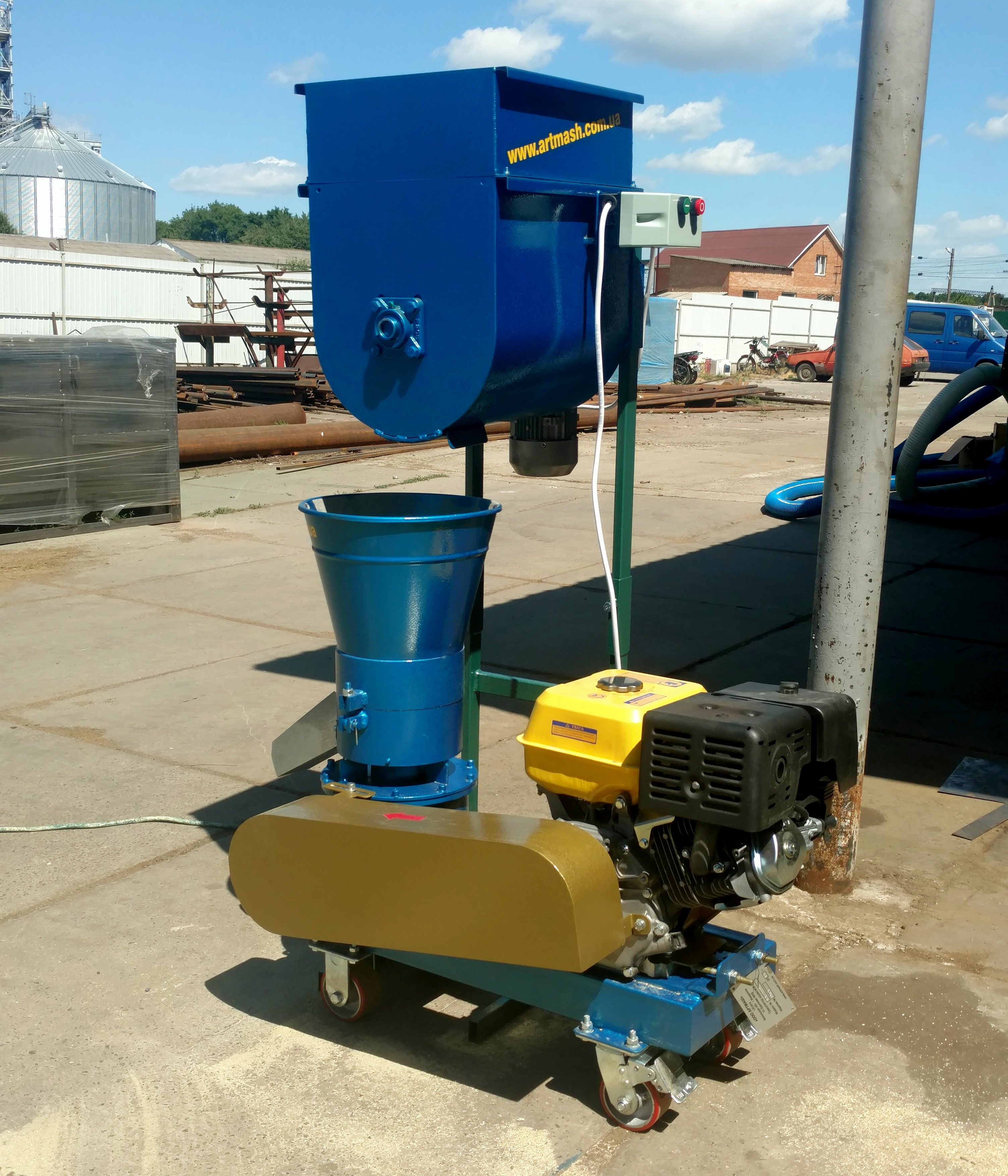
Гранулятор кормів та шнек-змішувач.

## Види
Розрізняють: барабанні, конусні, стрічкові, вібраційні, тарілчасті та ін. гранулятори.

## Застосування
Застосовується переважно при:
- виготовленні кормових гранул із комбікорму для відгодівлі сільськогосподарських тварин;
- виробництві паливних пеллет (гранул) із тирси, відходів с/г (лушпиння соняшника, солома, стебла некормових культур), відходів ДСП, МДФ та інших матеріалів;
- створенні гранульованих добрив з органічної (послід) та неорганічної (сапропель, дефекат цукрових заводів) сировини;
- підготовці рудних концентратів, а також при масляній ґрануляції (агрегації) вугілля.